# Sötétség (film)
A Sötétség (eredeti címén: The Darkness) 2016-ban bemutatott amerikai természetfeletti horrorfilm, melyet Greg McLean rendezett, valamint McLean, Shayne Armstrong és Shane Krause írt. A főszerepet Kevin Bacon, Radha Mitchell, David Mazouz, Lucy Fry, Matt Walsh, Jennifer Morrison, Ming-Na Wen és Parker Mack alakítja.
Az Amerikai Egyesült Államokban 2016. május 13-án mutatták be, Magyarországon DVD-n jelent meg szinkronizálva.

## Történet
|  | Alább a cselekmény részletei következnek! |

Peter (Kevin Bacon) és Bronny Taylor (Radha Mitchell) nyaralni mennek a Grand Canyonhoz a tinédzser lányukkal, Stephanie-val (Lucy Fry) és a serdülőkorban lévő autista fiukkal, Mikey-val (David Mazouz). Hamarosan Mikey felfedez egy kis barlangnyílást, ahol rátalál öt darab kis fekete sziklára. Elveszi a sziklákat a helyükről, és nem szól senkinek, hogy mi történt.
Amikor Taylorék visszatérnek otthonukba, furcsa dolgok kezdenek el történni a ház körül. Bronny arra lesz figyelmes, hogy a mosogató csapja folyamatosan megnyitódik, valamint Stephanie piszkos kézlenyomatokat lát a tükrén, ám ezért mindketten Mikey-t okolják; a fiú elmondása szerint egy "Jenny" nevezetű lány teszi ezeket. Másnap miután Stephanie hazaér az iskolából, belehány egy kis ételes dobozba, és becsúsztatja az ágya alá. Bronny ezt meglátja, majd ő és Peter rájönnek, hogy a lány már egy jó ideje ezt csinálja; sok ilyen doboz van az ágya alatt. Stephanie-t egy kórházba viszik, majd Mikeyt otthagyják Bronny anyjának házában. Bronny édesanyja azt látja, hogy Mikey megpróbálja megölni a macskáját, sokkal inkább Peter hitetlenkedése miatt.
Otthon, Bronny az interneten keres válaszokat a furcsa tevékenységekre, és megtudja, hogy az Anasazi indiánoknak a démonaik a földalatti barlangokban elrejtett sziklákhoz kötődnek. Ha a sziklákat elveszik onnan, a démonok egy varjú, kígyó, prérifarkas, farkas és bölény alakzatot felvéve jelennek meg. A család már eddig egy varjúval és egy kígyóval találkozott. A démonok szorosan kapcsolódnak a kisgyermekekhez, akiket a világukba vonszolnak, és egy "sötétség" néven ismert eseményt indítanak el. Az egyetlen módja ennek az egésznek a megszüntetésére az, hogy ha a sziklákat visszateszik a helyükre, ám olyan valaki, aki nem fél. Bronny meglátja Mikey szobájában a falat leégve, de Peter kizárja a szellemek lehetőségét. Később a fiút a tűből fekete foltokkal borították be, és vér jön ki a szájából. Még aznap este Broonynak egy farkassal lesz rémálma. Depressziója miatt iszik. A Mikey szobájában lévő leégett falrészről kiderül, hogy egy átjáró. Stephanie elkezd fuldokolni, valamint a falakon és a testén kézfejek jelennek meg. A faházban Peter találkozik egy kojottal, majd meglátja a démon árnyékát Stephanie ablakában. Amikor Peter behatol, az erő megállítja a lány megfojtását. Peter betöri Mikey fürdőszobai ajtaját és észreveszi a véres szimbólumokat a falakon és a mennyezeten.
Peter felhív egy számot, amit a főnöke adott neki. A Teresa nevű asszony elmondja, hogy spirituális gyógyítást fog végezni. Teresa megérkezik az unokájával, Gloriával, aki tolmácsként segít neki. Miközben megtisztítják a házat, Teresa és Gloria bemegy Mikey szobájába, és megjegyzik, hogy ott él az igazi gonosz. Ők elkezdenek imákat mondani, miközben Mikey megpróbál belépni az átjáróba.
Amikor rájönnek, hogy Mikey eltűnt, a család elkezd elkezd őrjöngeni az emeleten. Peter betöri az ajtót, és látja, hogy Mikey átmegy a démonokkal az átjárón. Megtalálja a padlón a köveket, és követi Mikey-t az átjárón keresztül, de a félelem miatt nem tudja a köveket visszatenni a helyükre. Felajánlja, hogy ő megy velük Mikey helyett, de a fiú felveszi a köveket, és visszateszi őket, mondván, hogy ő nem fél. A démonokat elűzik, és a fiú-apa páros sietve együtt ugornak át az átjáróból. A portál eltűnik, és Gloria kijelenti, hogy a ház megtisztult a gonosz energiáitól. 
|  | Itt a vége a cselekmény részletezésének! |

## Szereplők
(Zárójelben a magyar hangok feltüntetve)
- Kevin Bacon –Peter Taylor (Széles Tamás)
- Radha Mitchell –Bronny Taylor (Román Judit)
- David Mazouz –Michael Taylor (Nagy Gereben)
- Lucy Fry –Stephanie Taylor (Kardos Eszter)
- Matt Walsh –Gary Carter (Holl Nándor)
- Jennifer Morrison –Joy Carter (Kis-Kovács Luca)
- Ming-Na Wen –Wendy Richards (Mohácsi Nóra)
- Parker Mack –Andrew Carter (Baráth István)

## Fogadtatás és bevételek
A film általánosságban negatív értékeléseket kapott a kritikusoktól. A Metacritic oldalán a film értékelése 27% a 100-ból, ami 10 véleményen alapul. A Rotten Tomatoeson a Sötétség 4%-os minősítést kapott, 28 értékelés alapján. Bevételi szempontból nem teljesített rosszul, ugyanis a 4 millió dolláros költségvetésével szemben több mint 10 millió dollárt gyűjtött világszerte.